# Testis unus, testis nullus
Testis unus, testis nullus é uma expressão latina que significa literalmente: "Testemunha única, testemunha nula". Muitas vezes usada no campo do direito, mas também da historiografia, ela afirma este princípio fundamental: um único testemunho não tem valor.
De um modo geral, os historiadores aplicam a regra de testis unus, testis nullus acreditando que uma única testemunha ou uma única fonte não pode ser considerada confiável. A comparação de dados é uma das bases do trabalho de pesquisa.